# Gustav Kraitschek
Gustav Kraitschek (* 1870 in Wien; † 15. März 1927 ebenda) war ein österreichischer Anthropologe und Realschulprofessor für Geographie und Geschichte. 

## Leben
Kraitschek promovierte 1893 in Geographie und Geschichte und arbeitete anschließend als Lehrer dieser Fächer an der Bundesrealschule in Wien.
Kraitschek war neben Otto Reche Mitbegründer der vom österreichischen Sozial- und Unterrichtsministerium geförderten „Wiener Gesellschaft für Rassenpflege“, die im Namen der deutschvölkischen Vereine im Herbst 1924 gegründet wurde und deren Eröffnungssitzung am 18. März 1925 im Festsaal der Universität Wien stattfand. Die Wiener Gesellschaft, die völkisch-antisemitische Rassenhygiene auf vorgeblich wissenschaftlicher Basis betrieb, hatte ihren Sitz im Institut für Anthropologie der Universität Wien, und ihre Veranstaltungen fanden dort in den Hörsälen und im Auditorium maximum statt. Nach dem Anschluss Österreichs 1938 wurde die Gesellschaft umbenannt in „Gesellschaft für Rassenpflege Wien, Ortsgesellschaft der Deutschen Gesellschaft für Rassenpflege“.
Kraitschek war 1906–1926 Ausschussrat der Anthropologischen Gesellschaft in Wien, in deren Rahmen er sich in den 1920er und 1930er Jahren mit dem Wertkomplexen Rasse, Blut und Boden und einer vermeintlichen jüdischen Weltverschwörung beschäftigte.

## Veröffentlichungen
- „Der alpine Typus“ (1901). In: Centralblatt für Anthropologie, Ethnologie und Urgeschichte 6. S. 322–330.
- „Beiträge zur Frage der Rassenmischung in Mitteleuropa“ (1914). In: Mitteilungen der Anthropologischen Gesellschaft in Wien 44. S. 1–16.
- „Die nordische Rasse“ (1923). In: Mitteilungen der Anthropologischen Gesellschaft in Wien 53. S. 190–196.
- Rassenkunde mit besonderer Berücksichtigung des deutschen Volkes, vor allem der Ostalpenländer (1923). Urgeschichtliche Volksbücher, Band 1. Hg. Oswald Menghin. Wien: Burgverlag Ferdinand Zöllner.